# 刘洪徽
刘洪徽（？—？），秀容郡阳曲县（今山西省太原市阳曲县）人，东魏、北齐官员。

## 生平
刘洪徽以敷城县公世子的身份在东魏兴和二年（540年）官至散骑常侍、千牛备身。刘贵死后，刘洪徽承袭为敷城县公。
之后刘洪徽官至河州刺史。武定元年三月十九（543年5月8日），东魏和西魏展开邙山之战。东魏士兵中有向西魏投降的，将高欢所在报告了宇文泰。当时宇文泰看到高欢的旗帜和战鼓，认出了他，就招募勇士三千人，都手拿短兵刃，配属给贺拔胜进攻高欢。贺拔胜正好和高欢相遇，连续的叱骂，喊着高欢的胡人名字说：“贺六浑，我贺拔破胡一定要杀了你！”贺拔胜拿着槊与十三名骑兵追逐，奔驰数里，槊刃就快要刺向高欢，高欢汗流浃背，呼吸几乎要停止，河州刺史刘洪徽在旁边向贺拔胜射击，射中贺拔胜部下两名骑兵，武卫将军段韶射向了贺拔胜的战马，战马被射死。等到贺拔胜的备用马匹来到，高欢已经逃走。贺拔胜感叹地说：“今天的事，我没带弓箭，天意啊！”
北齐建国后，刘洪徽官至骠骑大将军、开府仪同三司，封平梁王。乾明元年二月乙巳（560年4月4日），常山王高演发动政变，穿着军装与平原王段韶、平秦王高归彦、领军刘洪徽从云龙门进入皇宫。乾明元年五月壬子（560年6月10日），开府仪同三司刘洪徽出任尚书右仆射。武平末年，刘洪徽假仪同三司、奏门下事，去世后朝廷赠予都督、燕州刺史。

## 家庭

### 曾祖
- 刘某，北魏给事中[1]

### 祖父
- 刘，北魏肆州刺史[1]

### 父母
- 刘贵，东魏使持节、侍中、骠骑大将军、太保、太尉公、录尚书事、都督冀定瀛殷并涼汾晋建郟肆十一州诸军事、冀州刺史、郟肆二州大中正、第一酋长、敷城县开国公[1]
- 河南元氏，北魏常山王孙女，尚书左仆射元生之女[1]

### 兄弟姐妹
- 刘元孙，东魏抚军将军、银青光禄大夫、都督肆州诸军事、肆州刺史，夫人骠骑大将军、司徒公元恭之女[1]
- 刘徽彦，东魏肆州主簿[1]
- 刘徽祖[1]

### 夫人
- 高阿难，大丞相、勃海王高欢第三女，封长乐长公主[1]